# Vân Hồ
Vân Hồ là một huyện biên giới nằm ở phía đông tỉnh Sơn La, Việt Nam.

## Địa lý
Huyện Vân Hồ nằm ở phía đông nam của tỉnh Sơn La, có vị trí địa lý:
- Phía đông giáp huyện Đà Bắc và huyện Mai Châu thuộc tỉnh Hòa Bình
- Phía tây giáp thị xã Mộc Châu và huyện Sop Bao, tỉnh Hủa Phăn, nước CHDCND Lào
- Phía nam giáp huyện Mường Lát và huyện Quan Hóa thuộc tỉnh Thanh Hóa
- Phía bắc giáp huyện Phù Yên với ranh giới là sông Đà.

Huyện có diện tích 982,89 km², dân số năm 2020 là 63.191 người, mật độ dân số đạt 64 người/km².

## Hành chính
Huyện Vân Hồ có 14 đơn vị hành chính cấp xã trực thuộc, bao gồm 14 xã: Chiềng Khoa, Chiềng Xuân, Chiềng Yên, Liên Hòa, Lóng Luông, Mường Men, Mường Tè, Quang Minh, Song Khủa, Suối Bàng, Tân Xuân, Tô Múa, Vân Hồ (huyện lỵ), Xuân Nha.

## Lịch sử
Huyện Vân Hồ được thành lập vào ngày 10 tháng 6 năm 2013, theo Nghị quyết số 72/NQ-CP của Chính phủ trên cơ sở điều chỉnh 97.984 ha diện tích tự nhiên và 55.797 nhân khẩu, gồm 14 xã: Chiềng Khoa, Chiềng Xuân, Chiềng Yên, Liên Hòa, Lóng Luông, Mường Men, Mường Tè, Quang Minh, Song Khủa, Suối Bàng, Tân Xuân, Tô Múa, Vân Hồ và Xuân Nha thuộc thị xã Mộc Châu.
Trung tâm hành chính huyện Vân Hồ đặt tại Tiểu khu Sao Đỏ 2, xã Vân Hồ.

## Kinh tế - xã hội
Tổng giá trị sản xuất năm 2020 ước đạt 3.380 triệu đồng, tốc độ tăng giá trị sản xuất bình quân giai đoạn (2015 – 2020) ước tăng 12% và đạt 92% so với kế hoạch đề ra (kế hoạch 3.670 triệu đồng). Cơ cấu kinh tế chuyển dịch theo hướng tích cực, đúng hướng: Tỷ trọng Nông – lâm nghiệp, thủy sản từ 63% (năm 2015) xuống còn 50% (ước năm 2020) giảm 13% so với 2015; tỷ trọng công nghiệp – xây dựng tăng từ 12% (năm 2015) lên 18% (ước năm 2020); tỷ trọng thương mại – dịch vụ tăng 24% (năm 2015) lên 32% (ước năm 2020); Giá trị sản xuất 
trên 1 ha canh tác năm 2020 ước đạt 40 triệu đồng.

## Giao thông

### Giao thông đường bộ
- Quốc lộ: Trên địa bàn huyện có 2 tuyến Quốc lộ là tuyến Quốc lộ 6 và Quốc lộ 43, trong đó: Quốc lộ 6 chạy qua địa phận 2 xã Vân Hồ và Lóng Luông có chiều dài 27 km và Quốc lộ 43 chạy qua địa phận xã Chiềng Khoa có chiều dài 4 km.
- Tỉnh lộ: Huyện có đường tỉnh lộ 101 dài 102 km, đường tỉnh lộ 102 dài 67 km nối liền trung tâm kinh tế, văn hoá của huyện với các huyện lân cận. Hầu hết các tuyến đường tỉnh lộ là đường cấp V miền núi chất lượng thấp, bề mặt nhỏ hẹp, sự lưu thông trao đổi hàng hoá hạn chế. Hiện tại đang tiến hành nâng cấp, cải tạo đường tỉnh lộ 101 đoạn Quang Minh - Mường Tè.
- Đường huyện lộ có 5 tuyến với tổng chiều dài là 72 km trong đó: Mặt đường bê tông xi măng 14,1 km; mặt đường láng nhựa 57,9 km.
- Đường xã: Có 127 tuyến với tổng chiều dài 308,4 km trong đó: Mặt đường bê tông xi măng 46,2  km; mặt đường láng nhựa 16  km; mặt đường cấp phối đá dăm 7  km; mặt đường đất 239,2 km.
- Đường giao thông nông thôn khác (đường thôn, xóm, trục chính nội đồng,...): Có 1.317 tuyến với tổng chiều dài 847,3 km. Trong đó: Mặt đường bê-tông xi măng 81,4 km; mặt đường đất 765,9 km[2].
- Ngoài ra còn có dự án Đường cao tốc Hà Nội – Hòa Bình – Sơn La – Điện Biên đi qua đang được triển khai đầu tư xây dựng.

### Giao thông vận tải thuỷ
Trên địa bàn huyện có tuyến đường thủy quan trọng lòng hồ thủy điện Hòa Bình vùng hồ Sông Đà, tuyến Hòa Bình – Sơn La có chiều dài 35 km chạy qua 5 xã là điều kiện thuận lợi để phát triển dịch vụ vận tải đường thủy.